# Jokkmokk (gemeente)
Jokkmokk (Noord-Samisch: Johkamohkki, Lule-Samisch: Jåhkåmåhkke) is een Zweedse gemeente in het landschap Lapland.
De gemeente behoort tot de provincie Norrbottens län.
Ze heeft een totale landoppervlakte van 17.735 km² (ongeveer half zo groot als heel Nederland) en is daarmee de op een na grootste gemeente in Zweden. 
Eind 2015 telde de gemeente 5054 inwoners. 
Met een bevolkingsdichtheid van 0,28 inwoners per vierkante kilometer is het de op een na dunstbevolkte gemeente van het land.
De gemeente telt drie stedelijke gebieden met meer dan 200 inwoners: 
- de hoofdplaats Jokkmokk, met 2976 inwoners of meer dan de helft van de gemeente-inwoners,
- het dorp Vuollerim, met 800 inwoners, en
- het gehucht Porjus, met 317 inwoners.

## Economie
Bosbouw, waterkrachtcentrales en toerisme zijn de belangrijkste economische activiteiten voor de gemeente.
Ongeveer een zesde van alle hydro-elektriciteit in Zweden wordt geproduceerd in de waterkrachtcentrales in deze gemeente.  Het (historische) belang ervan wordt ook bewezen door de verwijzing ernaar (door de drie bliksemschichten) in het wapenschild van de gemeente. 
De grootste waterkrachtcentrale van Zweden, de waterkrachtcentrale Harsprånget met een vermogen van 977 MW bevindt zich ongeveer 5 km ten zuiden van het dorpje Porjus aan het Harsprånget Reservoir op de rivier Grote Lule.
Tot het toerisme dragen vooral de vele nationale parken in de streek bij, waaronder Stora Sjöfallet, Padjelanta en Sarek, waar onder andere beren en steenadelaars te ontdekken zijn.
Ongeveer 20 km ten noordoosten van de stad Jokkmokk ligt het Nationalpark Muddus met zijn uitgestrekte moerasgebieden en naaldbomenwouden. 

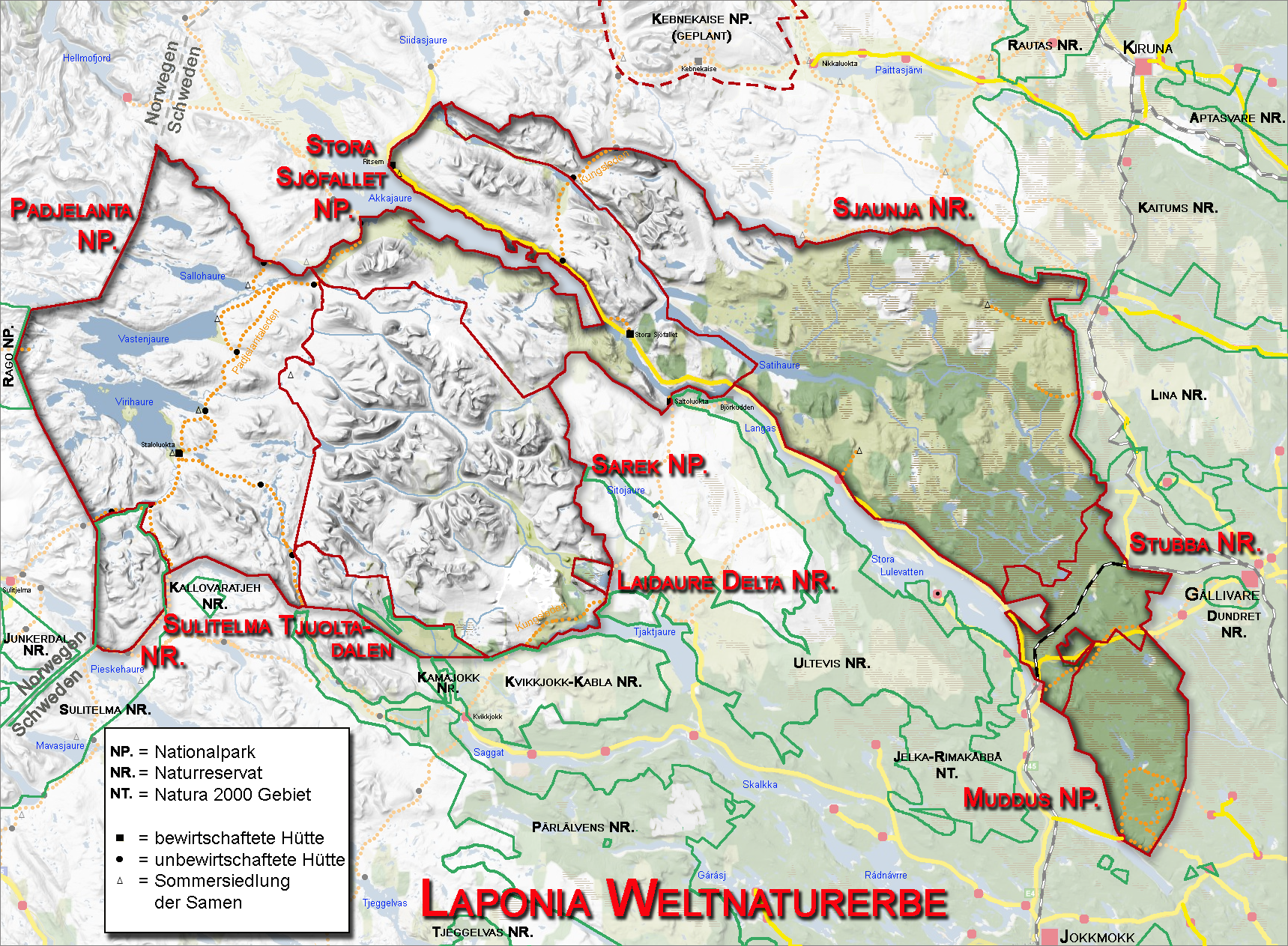
Kaart

Andere voor toeristen interessante attractiepolen van de streek (net boven de noordelijke poolcirkel) zijn het noorderlicht in de winter en de middernachtzon in de zomer.
Bestuurscentrum: Jokkmokk (tätort)
Tätort: Porjus · Vuollerim
Småort: Kåbdalis · Mattisudden · Murjek
Overig: Årrenjarka · Framnäs · Kåikul · Kalludden · Kittajaur · Kitteludden · Kuouka · Kuorpak · Kvikkjokk · Messaure · Nautijaur · Njavve · Padjerim · Porsi · Randijaur · Snesudden · Storbacken · Sudok · Tårrajaur · Tjåmotis · Vajkijaur
Arjeplog · Arvidsjaur · Boden · Gällivare · Haparanda · Jokkmokk · Kalix · Kiruna · Luleå · Pajala · Piteå · Älvbyn · Överkalix · Övertorneå